# 维莱特莱多勒
维莱特莱多勒（法語：Villette-lès-Dole，法語發音：[vilɛt lɛ dɔl]，意为“多勒附近的维莱特”）是法国汝拉省的一个市镇，属于多勒区。

## 地理
维莱特莱多勒（47°2'53"N, 5°29'41"E）面积4.59 平方千米，位于法国勃艮第-弗朗什-孔泰大區汝拉省，该省份为法国东部内陆省份，北起上索恩省，西北接科多尔省，西临索恩-卢瓦尔省，南至安省，东与杜省和瑞士接壤。
与维莱特莱多勒接壤的市镇（或旧市镇、城区）包括：多勒、克里塞、帕尔塞。

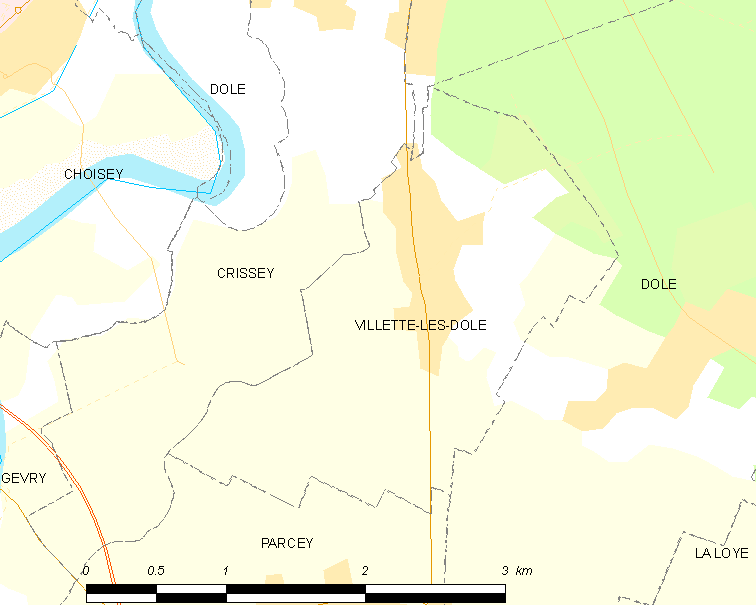
维莱特莱多勒的OSM定位图

维莱特莱多勒的时区为UTC+01:00、UTC+02:00（夏令时）。

## 行政
维莱特莱多勒的邮政编码为39100，INSEE市镇编码为39573。

## 政治
维莱特莱多勒所属的省级选区为多勒第二县。

## 人口

1962-2008年间维莱特莱多勒人口变化图示

维莱特莱多勒于2022年1月1日时的人口数量为798人。